# Barito Kuala
Barito Kuala (indonez. Kabupaten Barito Kuala) – kabupaten w indonezyjskim Borneo Południowym. Jego ośrodkiem administracyjnym jest Marabahan.
Barito Kuala leży nad rzeką Sungai Barito oraz, od południa, nad Morzem Jawajskim.
W 2010 roku kabupaten ten zamieszkiwało 276 147 osób, z czego 58 647 stanowiła ludność miejska, a 217 500 ludność wiejska. Mężczyzn było 138 357, a kobiet 137 790. Średni wiek wynosił 27,09 lat.
Kabupaten ten dzieli się na 17 kecamatanów:
- Alalak
- Anjir Muara
- Anjir Pasar
- Bakumpai
- Barambai
- Belawang
- Cerbon
- Jejangkit
- Kuripan
- Mandastana
- Marabahan
- Mekar Sari
- Rantau Badauh
- Tabukan
- Tabunganen
- Tamban
- Wanaraya